# Ван дер Линден, Марсель
Марсель Мариус ван дер Линден (нидерл. Marcel van der Linden; родился 9 октября 1952) — нидерландский ученый, специалист по истории рабочего класса и левых движений, директор по исследованиям Международного института социальной истории до 2014 года, сейчас старший научный сотрудник Института. Также занимает должность профессора истории социальных движений в университете Амстердама.
Ван дер Линден был избран первым президентом Международной ассоциации социальной истории, основанной в Сиднее в 2005 году и ныне расположенной в Амстердаме. Он избирался её президентом на сроки 2005—2010, 2010—2015 и 2015—2020 годов.
Ван дер Линден является широко признанным в своей области за его подход к «глобальной истории труда», который он разрабатывает с 1990-х годов. Глобальная история труда рассматривается многими учеными как новая парадигма, преодолевающая ограничения как традиционной истории труда, так и «новой истории труда», предложенной в 1960-х годах такими учёными, как Эрик Хобсбаум и Э. П. Томпсон.
Марсель ван дер Линден получил почетную докторскую степень от университета Осло в 2008 году. Он является лауреатом премии имени Рене Кучинского (Берлин/Вена, 2009) и Bochumer Historikerpreis (2014).

## Работы
- Transnational Labour History. Explorations. Ashgate, Aldershot 2003, ISBN 0-7546-3085-4.
- Workers of the World. Essays toward a Global Labor History (Studies in global social history. Bd. 1). Brill, Leiden 2008, ISBN 978-90-04-16683-7.
- Western Marxism and the Soviet Union. A Survey of Critical Theories and Debates since 1917. Haymarket, Chicago 2009, ISBN 978-1-931859-69-1.
- Kriegsbegeisterung und mentale Kriegsvorbereitung. Interdisziplinäre Studien (Beiträge zur politischen Wissenschaft. Bd. 61). Duncker & Humblot, Berlin 1991, ISBN 3-428-07130-1.
- Ван дер Линден М. Мотивация труда в российской промышленности: некоторые предварительные суждения // Социальная история. Ежегодник. 2000. М.: РОССПЭН, 2000. С. 206-218. [URL]
- Ван дер Линден М., Лукассен Я. Пролегомены к глобальной рабочей истории // Социальная история. Ежегодник, 1997. М., 1998. С. 53-68.
- Конец рабочей истории? (Приложение 1. к IRSH, vol. 38) / Под ред. М. ван дер Линдена. М., 1996.
- Ван дер Лінден М. Глобальний робітничий рух: не такий вже грандіозний фінал і, можливо, новий початок // Спільне  (укр.)